# Tugan Gannet
Tugan LJW7 Gannet, sau này còn gọi là Wackett Gannet theo tên nhà thiết kế Lawrence Wackett, là một loại máy bay chở khách loại nhỏ, do hãng Tugan Aircraft chế tạo ở Australia vào thập niên 1930. Đây là loại máy bay đầu tiên do Australia thiết kế được đưa vào sản xuất hàng loạt.

## Quốc gia sử dụng
Úc
- Ansett Airways
- Butler Air Transport
- Không quân Hoàng gia Australia
- Western and Southern Provincial Airlines

## Tính năng kỹ chiến thuật
Dữ liệu lấy từ "A14 Wackett Gannet"
Đặc điểm tổng quát
- Kíp lái: 1
- Sức chứa: 6 hành khách
- Chiều dài: 10.51 m (34 ft 6 in)
- Sải cánh: 15.85 m (52 ft 0 in)
- Chiều cao: 3.50 m (11 ft 6 in)
- Trọng lượng rỗng: 1,470 kg (3,234 lb)
- Trọng lượng có tải: 2,449 kg (5,388 lb)
- Powerplant: 2 × de Havilland Gipsy Six, 150 kW (200 hp) mỗi chiêc

Hiệu suất bay
- Vận tốc cực đại: 240 km/h (150 mph)
- Tầm bay: 885 km (553 dặm)
- Trần bay: 17,000 m (5,200 ft)
- Vận tốc lên cao: 4.3 m/s (850 ft/phút)